# أكيهيرو يوشيد
أَكيهيرو يوشيدَ (باليابانية: 吉田 明博) (28 مايو 1975 في تاكاماتسو في اليابان – )؛ هو لاعب كرة قدم ياباني سابق كان يلعب كحارس مرمى.

## روابط خارجية
- أكيهيرو يوشيد على موقع رابطة كرة القدم اليابانية للمحترفين (اليابانية)
- أكيهيرو يوشيد على موقع عالم كرة القدم.نت (الإنجليزية)